# Lobo (anatomia)
Il lobo, nell'anatomia umana, rappresenta una parte o divisione ben definita di un organo, contenente solitamente tutte le caratteristiche funzionali, che può essere determinato senza l'uso di un microscopio. 

## Esempi di lobi
I quattro lobi della corteccia cerebrale umana sono:
- il lobo frontale
- il lobo parietale
- il lobo occipitale
- il lobo temporale.

I tre lobi del cervelletto umano sono:
- il lobo flocculo nodulare
- il lobo anteriore
- il lobo posteriore.

I due lobi del timo.
I due e tre lobi dei polmoni sono:
- Polmone sinistro: superiore e inferiore
- Polmone destro: superiore, medio, inferiore.

I quattro lobi del fegato sono:
- Labbro sinistro del fegato
- Labbro destro del fegato
- Lobo quadrato del fegato
- Il lobo caudato del fegato.

I lobi renali del rene.

## Esempi di lobuli
- i lobuli corticali del rene
- i lobuli testicolari
- i lobuli della ghiandola mammaria
- i lobuli del polmone
- i lobuli del timo